# Lovisa Sandström
Anna Lovisa Margareta "Lofsan" Sandström, född 3 september 1984 i Stockholm, är en svensk personlig tränare, poddare, entreprenör och författare. 
Tillsammans med TV-programledaren Jessica Almenäs drev hon Träningspodden (Acast), men duon slutade plötsligt att producera avsnitt i början av 2025. Varken Almenäs eller Sandström har gett någon officiell förklaring. Sandström sitter i styrelsen för Svenska Kanotförbundet.

## Biografi
Lovisa Sandström var under sina ungdomsår en framgångsrik kanotist med ett flertal medaljer i SM, NM och EM och ingick i svenska landslaget. Efter Kanotgymnasiet i Nyköping studerade hon bland annat juridik och utbildade sig senare till idrottslärare på Gymnastik- och idrottshögskolan i Stockholm. Därutöver har hon även genomfört andra utbildningar, bland annat till personlig tränare, kostrådgivare, gruppträningsinstruktör samt kurser inom idrottspsykologi. Sandström arbetade som personlig tränare på bland andra Sats och arbetade även två år som idrottslärare på det kommunala gymnasiet YBC i Nacka. Sandström medverkade under flera år som träningsexpert i Nyhetsmorgon på TV4 och har sedan 2015 varit föreläsare inom träning och hälsa. 2013 medverkade Sandström i TV-programmet Gladiatorerna, där hon tog sig till semifinal.

## Sociala medier
Sandström startade 2009 bloggen lofsan.se som efter ett par år växte till en av Sveriges största bloggar om träning och hälsa och i november 2013 utsågs Sandström till Sveriges mest inflytelserika träningsbloggare . Sandström slutade blogga hösten 2018. Tillsammans med Jessica Almenäs startade Sandström podcasten Träningspodden i augusti 2015. 2018 startade Sandström intervjupodcasten Pro Bono, i samarbete med bland andra Reebok. 

## Entreprenörskap
År 2014 startade Sandström Lofsangruppen, en onlinetjänst för träning och 2015 öppnade Sandström Lofsangruppens Studio, ett boutiquegym på Södermalm i Stockholm. 2017 lanserade hon den Netflix-liknande träningsappen Mized.

## Utmärkelser
Sandström fick Stora Topphälsapriset 2014 och utsågs till Årets PT 2015. Sandströms gym Lofsangruppens Studio fick utmärkelsen "Årets gym" 2016. 2017 fick hon utmärkelsen "Årets sociala medier profil" av organisationerna 1,6 miljonerklubben och 2,6 miljonerklubben.

## Privatliv
Sandström är sedan många år tillbaka gift med Hans Renman, med vilken hon har två söner, däribland barnskådespelaren Baxter Renman, född 2010.